# Carangoides bartholomaei
Carangoides bartholomaei és un peix teleosti de la família dels caràngids i de l'ordre dels perciformes.

## Morfologia
Pot arribar als 100 cm de llargària total i als 14 kg de pes.

## Distribució geogràfica
Es troba a les costes de l'Atlàntic occidental: des de Massachusetts (Estats Units) i Bermuda fins al Golf de Mèxic, el Carib i São Paulo (Brasil).